# Федір Одрач
Федір Одрач (справжнє прізвище — Шоломицький, 13 березня 1912 — 7 жовтня 1964) — український письменник.

## Біографія
Народився на Поліссі, в селі Мисятичі, за 25 кілометрів від Пінська в шляхетській родині гербу Гіпоцентавр. 1939 року поліський край, що перебував під владою Польщі, був прилучений до СРСР. Та частина, де народився Одрач, відійшла до Білоруської РСР, решта — до Української РСР. Такий поділ зберігся після розпаду СРСР і понині.
Одрач отримав вищу освіту у Віленському університеті ще до радянської окупації. З осені 1939 р. працював в сільській школі поблизу рідного села. Але зростаюча ворожість більшовицької влади скоро робить його життя нестерпним. Його оточують сексотами і провокаторами, забороняють викладати українською мовою. Єдину сім'ю, з якою його єднала повна довіра, а також кохання до прекрасної дівчини Катерини, висилають як куркулів до Сибіру. Зрештою енкаведистське кільце замикається навколо самого Одрача. Під загрозою арешту він мусить втікати за кордон.
Цей етап його життя яскраво і глибоко описаний в автобіографічній повісті «На непевному ґрунті». Герой цієї повісті (очевидно, сам автор) з величезним ризиком для життя, позбавлений пашпорту, без жодних документів в грудні 1940 року добирається до Львова, а звідти — без квитка на поїзд, а тим більше без перепустки до прикордонної зони — до гірського села Турка в Карпатах, і недалеко від нього перетинає тодішній кордон по річці Сян між двома тоталітарними державами — комуністичним СРСР та нацистською Німеччиною.
Зрештою Одрач опиняється в Канаді, де і були видані всі його твори. Крім загаданої повісті «На непевному ґрунті» (1962), це повісті «В дорозі» (1955) та «Щебетун» (1957), оповідання «Півстанок за селом» (1959), збірка оповідань різних років «Покинута оселя» (1960). Останній його твір «Вощадь» (вощадь — ранкова заграва) — перша частина задуманої автором трилогії про Полісся — опублікований посмертно (1972).
Талант Одрача доволі своєрідний, йому притаманний гумор, твори написані щиро, пристрасно, містять великий пізнавальний, зокрема і побутово-етнографічний матеріал з життя поліщуків, чудові замальовки прекрасної природи Полісся. Мабуть, саме в творах Одрача цей край і його люди описані в українській літературі з найбільшою повнотою.
Член правління Літературно-мистецького клубу в Торонто.
Помер 7 жовтня 1964 року в Торонто.

## Творчість
Автор збірок оповідань «Півстанок за селом» (1959), «Покинута оселя» (1960); повістей «Вощадь» (1972), «Щебетун» (1957), «В дорозі» (1954); мемуарів «На непевному ґрунті» (1962).
Окремі видання:
- Одрач Ф. В дорозі. —  Буенос-Айрес : Перемога, 1954. — 151 с.
- Одрач Ф. Наше Полісся. — Вінніпег : Інститут Дослідів Волині, 1955. — 68 с.
- Одрач Ф. Щебетун. — Нью-Йорк, 1957. — 291 с.
- Одрач Ф. Півстанок за селом. — Буенос-Айрес : В-во Ю. Середяка, 1959. — 292 с.
- Одрач Ф. Покинута оселя. — Торонто : Добра книжка, 1960. — 305 с.
- Одрач Ф. На непевному ґрунті: Мемуари. — Торонто : Добра книжка, 1962. — 340 с.
- Одрач Ф. Вошадь. — Торонто : Комітет Видання Повісти «Вощадь» в Торонто, Онт., 1972. — 387 с.
- Одрач Ф. Щебетун // Хрестоматія з української літератури в Канаді. — Едмонтон, 2000. — С. 389—400.
- Одрач Ф. Щебетун. — Луцьк: ВАТ «Волинська обласна друкарня», 2008. — 240 с.
- Theodore Odrach. Wave of Terror. Chicago : Academy Chicago Publishers, 2008. 326 p. ISBN 978-0-89733-562-1 (англ.)

Статті:
- Під мрячним британським небом // Час. — 1949. — 10 квітня.
- Дух професора Степана Килимника між нами // Свобода. — 1964. — Число 193. — 15 жовтня. — С. 4.